# Otchłań

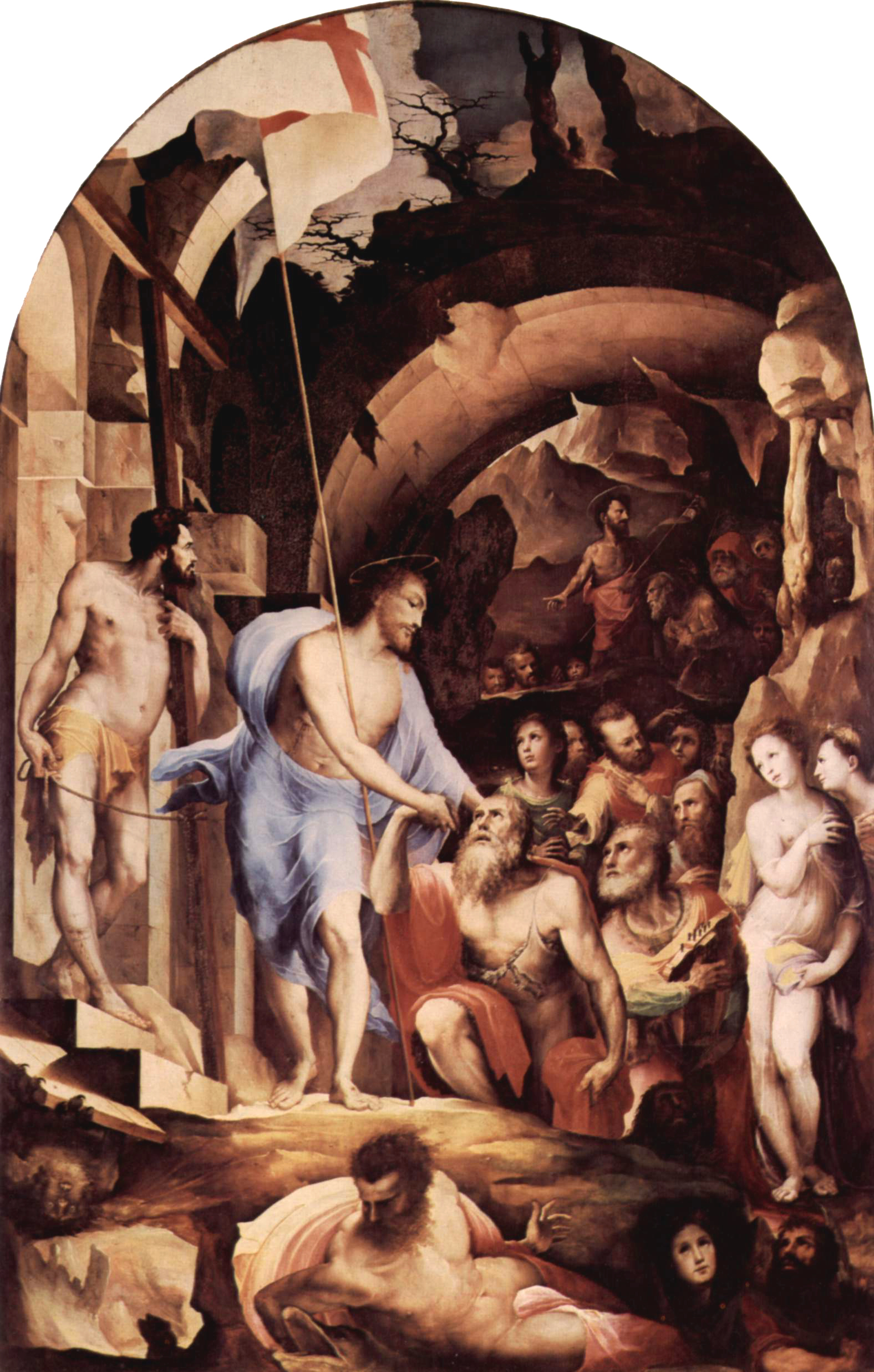
Domenico Beccafumi, Chrystus w otchłani

Otchłań, limbus, limbo, Pandemonium (późnołac. limbus) – w chrześcijaństwie stan osób, które umarły przed zmartwychwstaniem Jezusa albo też w nowszych czasach, bez chrztu, ale nie popełniły osobistych grzechów. Nie jest utożsamiana z czyśćcem, ale jest częścią piekła. Pojęcie otchłani występuje w nauczaniu niektórych wyznań chrześcijańskich. Nie jest ona wspomniana w Katechizmie Kościoła Katolickiego z 1992 roku. Wyznania protestanckie nie uznają istnienia otchłani. Również Świadkowie Jehowy odrzucają taką koncepcję otchłani.

## Limbus patrum
Uzasadnieniem istnienia otchłani jest nauczanie o grzechu pierworodnym. Według tej doktryny jedynie jego zmazanie przez chrzest miałoby przywrócić więź między Bogiem i człowiekiem, dając jednocześnie człowiekowi zbawienie po śmierci. Dopiero ofiara na krzyżu otworzyła ludziom bramy nieba, natomiast zmarli wcześniej czekali w otchłani na Chrystusa. Biblia nie relacjonuje bezpośrednio zstąpienia Jezusa do otchłani, jedynie nawiązuje do tego faktu. Opisy natomiast znajdują się w niektórych apokryfach. Według nich dusze ludzi czekały na Zbawiciela, a na krótko przed jego przyjściem dołączył do nich Jan Chrzciciel. Po śmierci krzyżowej Jezus Chrystus miał zejść do otchłani i wyzwolić ludzkość więzioną przez szatana. Wyzwoleni przez Chrystusa nie przebywali w limbus puerorum, ale w limbus patrum.

## Otchłań dzieci nieochrzczonych (limbus puerorum, limbus infantium)
Teorię limbus puerorum sformułował św. Tomasz z Akwinu. W otchłani mogą przebywać dzieci, które zmarły bez chrztu. Nie otrzymały one na chrzcie łaski uświęcającej, co nie pozwala im osiągnąć nieba. Otchłań jest częścią piekła, gdzie dusze nie doświadczają męki, ale też nie widzą Boga, doświadczając jedynie typowych dla dzieci przyjemności naturalnych. Św. Tomasz pisze:

Dlatego żadna inna kara nie należy się za winę pierworodną, jak tylko pozbawienie tego celu, do którego zmierzało odebrane dobro, a do którego to celu sama natura ludzka sama przez się nie zdoła dotrzeć. Dobrem tym jest „widzenie” Boga. Toteż właściwą i jedyną karą za grzech pierworodny jest po śmierci brak tego „widzenia”. [...] Co do innych niedoskonałości i dóbr, które są nieodłączne od ludzkiej natury i wypływają z jej pierwiastków, to żadnej straty nie ponoszą ci, którzy zostali potępieni za sam tylko grzech pierworodny. [...] Otóż dzieci [nieochrzczone] nie były w takim stanie, żeby mogły posiąść życie wieczne (w niebie), bo ani ono nie należało im się z natury, ani one nie mogły mieć właściwych do tego uczynków. [...] Ale cieszyć się będą, że wielce będą korzystać z doskonałości naturalnych dzięki dobroci Boga. (Św. Tomasz Summa Theologica, III 101 a.1,2).

W opublikowanym 20 kwietnia 2007 r., niemającym mocy wiążącej dokumencie, watykańska Międzynarodowa Komisja Teologiczna stwierdziła, że tradycyjne pojęcie limbusu wydaje się być refleksem nadmiernie restrykcyjnej wizji zbawienia i że „wykluczenie niewinnych dzieci z nieba nie odzwierciedla specjalnej miłości Chrystusa do najmniejszych”, przypominając jednak, że to chrzest jest normalną drogą zbawienia. Także Kodeks prawa kanonicznego (Kan. 867) nakłada na rodziców obowiązek ochrzczenia dziecka możliwie najszybciej po urodzeniu.

§ 1. Rodzice mają obowiązek troszczyć się, ażeby ich dzieci zostały ochrzczone w pierwszych tygodniach; możliwie najszybciej po urodzeniu, a nawet jeszcze przed nim powinni się udać do proboszcza, by prosić o sakrament dla dziecka i odpowiednio do niego się przygotować.

§ 2. Jeśli dziecko znajduje się w niebezpieczeństwie śmierci, powinno być natychmiast ochrzczone. (Kan. 867)

## Opinie na temat otchłani dzieci nieochrzczonych
Synod w Kartaginie w roku 411 (lub 412) potępił tych, którzy utrzymywali, że istnieje miejsce między Rajem a miejscem kar, gdzie trafiają nieochrzczone noworodki. Przebywanie dzieci nieochrzczonych w otchłani jest kwestionowane przez niektórych teologów katolickich twierdzących, że takie dzieci zaraz po śmierci idą do nieba. Temat ten poruszył papież Jan Paweł II w encyklice Evangelium Vitae, kiedy wspominał o aborcji. Napisał wtedy, że Kościół nie zna stanu nieochrzczonych dzieci, ale polecił ufać w miłość i miłosierdzie Boga.